# أحمد الزبير السنوسي
أحمد الزبير السنوسي سياسي ليبي، وعضو سابق في المجلس الوطني الانتقالي. ورئيس «مجلس إقليم برقة الإتحادي الفيدرالي».

## نشأته
ولد أحمد الزبير في مرسى مطروح عام 1933، وكانت أسرته قد هاجرت إليها عام 1928م.
أُرسل في عام 1954 في بعثة لدراسة العلوم العسكرية في العراق مع 20 طالباً من طرابلس وبرقة، وفي ذلك العام تعرض إبراهيم الشلحي مرافق الملك إدريس السنوسي للاغتيال على يد محي الدين السنوسي (ابن عم أحمد الزبير)، فقطعت المنحة عليه، لكن زملائه تعاطفوا معه، وقسموا رواتبهم معه إلى انتهاء الدورة. تخرج من الأكاديمية العسكرية في العراق عام 1958
عاد إلى ليبيا عام 1965 بشرط عدم الانتماء للقوات المسلحة. وبعد انقلاب سبتمبر 1969، حاول عام 1970 مع مجموعة من الضباط، والمدنيين الإطاحة بحكم العقيد معمر القذافي، ولكنه سُجن بعد كشف المحاولة، وأطلق سراحه عام 2001 وهو بذلك صاحب أطول فترة سجن بين السجناء الليبيين.
كان مسؤولاً في المجلس الوطني الانتقالي عن تمثيل السجناء السياسيين.

## جوائزه
- في 27 أكتوبر 2011، اختاره البرلمان الأوروبي مع أربعة مواطنين عرب آخرين للفوز بجائزة ساخاروف لحرية الفكر.[3][4]

## إقليم برقة
في 6 مارس 2012 أعلن أحمد الزبير السنوسي، رئيس ما يسمى المجلس الانتقالي لإقليم برقة، من جانب واحد برقة «إقليما فيدرالياً اتحاديا ضمن إطار الدولة الليبية», لكن هذا الإعلان لم ينته إلى واقع ملموس على الأرض.